# A Western Feud (film 1911)
A Western Feud è un cortometraggio muto del 1911 diretto da Milton J. Fahrney.

## Produzione
Il film fu prodotto dalla Nestor Film Company, una compagnia fondata dai fratelli William e David Horsley.

## Distribuzione
Distribuito dalla Motion Picture Distributors and Sales Company, il film - un corto in split reel di 150 metri - uscì nelle sale cinematografiche USA il 2 dicembre 1911. Nelle proiezioni, veniva programmato con il sistema dello split reel, cioè accorpato in un'unica bobina con un altro cortometraggio, la commedia Mutt and Jeff's Scheme That Failed.